# Martin Schwalb
Martin Schwalb (ur. 4 maja 1963 w Stuttgarcie) – były niemiecki piłkarz ręczny, wielokrotny reprezentant kraju, występował na pozycji rozgrywającego. Obecnie trener piłki ręcznej. W 1984 r. w Los Angeles zdobył wicemistrzostwo olimpijskie. Karierę sportową zakończył w 1998 roku. Przez wiele lat pełnił funkcję trenera klubów z Bundesligi. W sezonie 2011/12 był prezesem HSV Hamburg, a od sezonu 2012/13 występuje w roli trenera tej drużyny.

## Kariera

### zawodnicza
- do 1980  TSG Steinheim
- 1980–1982  TSG Ossweil
- 1982–1984  Frisch Auf Göppingen
- 1984–1988  TV Großwallstadt
- 1988–1990  TUSEM Essen
- 1990–1998  SG Wallau-Massenheim

### trenerska
- 1998–2005  SG Wallau-Massenheim
- 2005–2005  HSG Wetzlar
- 2005-2011  HSV Hamburg
- 2012-2014  HSV Hamburg
- 2020-...  Rhein-Neckar Löwen

## Sukcesy

### jako zawodnik
- 1984:  wicemistrzostwo Olimpijskie (Los Angeles)
- 1987, 1993, 1994:  puchar Niemiec
- 1989, 1992, 1993:  mistrzostwo Niemiec
- 1989:  puchar Zdobywców pucharów
- 1994:  superpuchar Niemiec
- 1998:  brązowy medal mistrzostw Europy (Włochy)

### jako trener
- 2007, 2009:  wicemistrzostwo Niemiec
- 2008:  brązowy medal mistrzostw Niemiec
- 2007:  puchar Zdobywców pucharów
- 2006, 2010:  puchar Niemiec
- 2009, 2010:  superpuchar Niemiec
- 2011:  mistrzostwo Niemiec
- 2013 Zwycięstwo w Lidze Mistrzów

## Wyróżnienia
- 1996: piłkarz roku w Niemczech
- 2000: trener roku w Niemczech